# HD 59499
HD 59499，又名CD-31 4590，SAO 198038、HR 2870，是一颗恒星，视星等为6.38，位于銀經245.36，銀緯-6.76，其B1900.0坐标为赤經7h 25m 0.6s，赤緯-31° -6.76′ 33″。